# Le Livre d'or de la science-fiction : Damon Knight
Le Livre d'or de la science-fiction : Damon Knight est une anthologie de quatorze nouvelles de science-fiction, toutes écrites par Damon Knight et publiées entre 1952 et 1985, rassemblées par Daniel Riche.
L'anthologie  (ISBN 2-266-01956-2) est le dernier volume de la série Le Livre d'or de la science-fiction, consacrée à de nombreux écrivains célèbres ayant écrit des œuvres de science-fiction.
Elle ne correspond pas à un recueil qui serait déjà paru aux États-Unis ; il s'agit d'un recueil inédit de nouvelles, édité pour le public francophone, et notamment les lecteurs français.
L'anthologie a été publiée en 1987 aux éditions Presses Pocket dans la collection Science-fiction no 5257. L'image de couverture a été réalisée par Marcel Laverdet.

## Préface
- « Damon Knight » : préface de Daniel Riche (pages 7 à 27).

## Liste et résumés des nouvelles

### Attrapez ce Martien!
- Titre original : Catch That Martian
- Publication : 1952.
- Situation dans l'anthologie : pages 28 à 44.
- Résumé :
- Liens externes :

### Le Circuit de l'éternité
- Titre original : Ticket to Anywhere.
- Publication : 1952.
- Situation dans l'anthologie : pages 45 à 73.
- Résumé :
- Liens externes :

### Babel II
- Titre original : Babel II.
- Publication : 1953.
- Situation dans l'anthologie : pages 74 à 104.
- Résumé :
- Liens externes :

### Anachron
- Titre original : Thing of Beauty
- Publication : 1958.
- Situation dans l'anthologie : pages 105 à 126.
- Résumé :
- Liens externes :

### En scène!
- Titre original : You're Another.
- Publication : 1955.
- Situation dans l'anthologie : pages 127 à 166.
- Résumé :
- Liens externes :

### Ex tempore
- Titre original : The Beach Where Time Began.
- Publication : 1956.
- Situation dans l'anthologie : pages 167 à 181.
- Résumé :
- Liens externes :

### L'Ennemi
- Titre original : The Enemy.
- Publication : 1958.
- Situation dans l'anthologie : pages 182 à 203.
- Résumé :
- Liens externes :

### Eripmav
- Titre original : Eripmav.
- Publication : 1958.
- Situation dans l'anthologie : pages 204 à 205.
- Résumé :
- Liens externes :

### Une petite merveille
- Titre original : Thing of Beauty.
- Publication : 1958.
- Situation dans l'anthologie : pages 206 à 240.
- Résumé :
- Liens externes :

### Suite au prochain volume
- Titre original : To Be Continued.
- Publication : 1959.
- Situation dans l'anthologie : pages 241 à 256.
- Résumé :
- Liens externes :

### Masques
- Titre original : Masks.
- Publication : 1968.
- La nouvelle avait aussi été publiée aussi dans Histoires de médecins (1983).
- Situation dans l'anthologie : pages 257 à 269.
- Résumé : Jim a subi un accident gravissime. Pour le soigner, on a transféré son cerveau dans un corps de métal, et pour sauvegarder sa santé mentale, on lui a envoyé des produits chimiques pour simuler ses rêves. Quand il sort de sa léthargie, le scientifique Babcock lui pose des questions : comment se sent-il ? que pense-t-il de son corps-prothèse ? Jim lui répond que personne ne peut comprendre ; que son état est indicible. Il aimerait bien aller vivre et travailler sur la Lune, là où personne ne le jugera sur son physique et où personne ne le prendra pour un phénomène de foire. La fin de la nouvelle se termine par le massacre d'un chien par Jim, qui efface ensuite les traces de son forfait. Soigner un patient en lui transférant le cerveau dans un corps de robot, lui créer des simili-rêves, lui enlever les sensations de douleur, de peur, de rage, et peut-être d'amour ou de haine, est-ce pour son bien ? Reste-t-il encore humain ? Se sent-il encore humain ?
- Liens externes :

### Ici, très bas
- Titre original : Down there
- Publication : 1973.
- Situation dans l'anthologie : pages 270 à 283.
- Résumé :
- Liens externes :

### La Ronde
- Titre original : La Ronde.
- Publication : 1983.
- Situation dans l'anthologie : pages 284 à 300.
- Résumé :
- Liens externes :

### L'Homme qui revenait
- Titre original : The Man Who Went Back.
- Publication : 1985.
- Situation dans l'anthologie : pages 301 à 305.
- Résumé :
- Liens externes :